# Открытые Всероссийские соревнования по видам спорта, включённым в программу Паралимпийских игр
Открытые Всероссийские спортивные соревнования по видам спорта, включенным в программу Паралимпийских летних игр, состоялись 7 — 10 сентября 2016 года в Москве и Московской области.
В соревнованиях приняли участие 266 российских паралимпийцев, завоевавших квоты на участие в XV Паралимпийских летних играх 2016 г. в г. Рио-де-Жанейро (Бразилия). Из них 155 мужчин, 111 женщин из 55 субъектов Российской Федерации, в том числе 188 спортсменов спорта лиц с поражением ОДА, 50 спортсменов спорта слепых, 14 спортсменов спорта ЛИН, 14 спортсменов по футболу лиц с заболеванием ЦП, а также 7 спортсменов-ведущих. Соревнования и мастер-классы прошли по 18 спортивным дисциплинам, включенным в программу XV Паралимпийских летних игр 2016 года в г. Рио-де-Жанейро (Бразилия), на подмосковных спортивных базах Министерства спорта Российской Федерации: УТЦ «Новогорск», ТЦСКР «Озеро Круглое», а также на Олимпийском гребном канале «Крылатское».

## Базы
УТЦ «Новогорск»:
- соревнования по легкой атлетике, пауэрлифтингу, пулевой стрельбе, стрельбе из лука;
- мастер-классы по велоспорту, волейболу сидя (мужчины, женщины), голболу, настольному теннису, теннису на колясках, конному спорту, триатлону, мини-футболу В1 5х5, футболу 7х7.

ТЦСКР «Озеро Круглое»:
- соревнования по плаванию;
- мастер-классы по дзюдо и фехтованию на колясках.

Олимпийский гребной канал «Крылатское»:
- соревнования по академической гребле и гребле на байдарках и каноэ (в рамках Кубка Президента Российской Федерации по гребле на байдарках и каноэ 3 сентября 2016 г.). 8 и 9 сентября соревнования и мастер-классы посетили около 460 зрителей.

Торжественная церемония открытия Всероссийских спортивных соревнований по видам спорта, включенным в программу Паралимпийских летних игр, состоялась 7 сентября в Крокус Сити Холл в присутствии 2500 гостей и зрителей.

## Соревнования

### Академическая гребля
Соревнования по академической гребле состоялись 3 сентября в рамках Кубка Президента Российской Федерации по гребле на байдарках и каноэ.
В соревнованиях приняли участие 3 российских спортсмена в 2 спортивных дисциплинах.

### Гребля на байдарках и каноэ
Соревнования по гребле на байдарках и каноэ состоялись 3 сентября в рамках Кубка Президента Российской Федерации по гребле на байдарках и каноэ.
В соревнованиях приняли участие 3 российских спортсмена в 3 спортивных дисциплинах.

### Легкая атлетика
Соревнования по легкой атлетике прошли 8-9 сентября. В соревнованиях приняли участие 76 российских спортсменов и 91 спортивной дисциплине. На прошедших соревнованиях результаты российских спортсменов превысили 12 мировых рекордов:
- Вдовин Андрей в дистанции 400 м, класс Т37 (ФПОДА)
- Сафронов Дмитрий на дистанции 100 м и в беге на 200 м, класс Т35 (ФПОДА)
- Малых Евгений в толкании ядра, класс F33 (ФПОДА)
- Свиридов Владимир в толкании ядра, класс F37 (ФПОДА)
- Душкин Дмитрий в толкании ядра, класс F40 (ФПОДА)
- Кривенок Светлана в толкании ядра, класс F33 (ФПОДА)
- Гончарова Маргарита в прыжках в длину и в дистанции 400 м, класс Т38(ФПОДА)
- Торсунов Евгений в прыжках в длину, класс Т36 (ФПОДА)
- Швецов Евгений в беге на 800 м, класс Т36 (ФПОДА)
- Кузнецов Алексей в метании копья, класс F54 (ФПОДА).

### Пауэрлифтинг
Соревнования по пауэрлифтингу прошли 8 сентября. В соревнованиях приняли участие 10 российских спортсменов в 10 спортивных дисциплинах. На прошедших соревнованиях результаты российских спортсменов превысили 4 рекорда Европы:
- Подпальная Тамара в категории до 55 кг (ФПОДА)
- Муратова Вера в категории до 79 кг (ФПОДА)
- Балынец Владимир в категории до 49 кг (ФПОДА)
- Филатов Петр в категории свыше 107 кг (ФПОДА).

### Плавание
Соревнования по плаванию прошли 8-9 сентября. В соревнованиях приняли участие 52 российских спортсмена в 109 спортивных дисциплинах. На прошедших соревнованиях результаты российских спортсменов превысили 12 мировых рекордов:
- Жданов Роман на дистанциях 150 метров комплексным плаванием в классе SM4, 50 метров на спине и 200 метров вольным стилем в классе S4 (ФПОДА),
- Крившина Анна на дистанциях 50 метров вольным стилем и 100 метров на спине в классе S13 (ФСС),
- Граничка Андрей на дистанции 100 метров брассом в классе SB5 (ФСС),
- Сухарев Сергей на дистанции 50 метров вольным стилем S7 (ФПОДА),
- Емельянцев Вячеслав на дистанциях 200 метров вольным стилем, 100 метров на спине, 200 метров в комплексном плавании в классе S14 (ФЛИН),
- Кокарев Дмитрий на дистанции 200 метров вольным стилем в классе S2 (ФПОДА),
- мужская сборная команда
- комбинированное плавание (сумма 34) (ФПОДА).

### Пулевая стрельба
Соревнования по пулевой стрельбе прошли 8-9 сентября. В соревнованиях приняли участие 8 российских спортсменов в 9 спортивных дисциплинах. На прошедших соревнованиях результаты российских спортсменов превысили 1 рекорд мира (Малышев Сергей, пистолет P4, ФПОДА) и 1 рекорд Европы (Ночевной Сергей, винтовка R4, ФПОДА).

### Стрельба из лука
Соревнования по стрельбе из лука прошли 8-9 сентября. В соревнованиях приняли участие 12 российских спортсменов в 9 спортивных дисциплинах.
- Цыдендоржиев Бато (ФПОДА) повторил рекорд мира в классическом луке, установленный им же.

### Велогонки
Соревнования по велогонкам не проводились, однако квалифицировавшийся в Рио-де-Жанейро велогонщик Сергей Сёмочкин присутствовал на церемонии открытия и участвовал в мастер-классах.